# Lotta libera ai Giochi della XIX Olimpiade - Pesi mosca
La competizione della categoria pesi mosca (fino a 52 kg) di lotta libera dei Giochi della XIX Olimpiade si è svolta dal 17 al 20 ottobre 1968 all'Arena Insurgentes di Città del Messico.

## Formato
Ad ogni incontro venivano assegnate penalità secondo il risultato.
Con sei penalità o più il lottatore veniva eliminato.

## Risultati
| Legenda                                  | Legenda |
| ---------------------------------------- | ------- |
| Lottatore con 6 penalità o più Eliminato |         |

### 1º Turno
Si è disputato il 17 ottobre
| Vincitore              | Pen. | Risultato   | Sconfitto             | Pen. |
| ---------------------- | ---- | ----------- | --------------------- | ---- |
| Mohammad Ghorbani      | 0    | Schienata   | José Defran           | 4    |
| Petros Triantafyllidis | 0    | Squalifica  | César Solari          | 4    |
| O Jeong-Ryong          | 1    | Ai Punti    | André Gaudinot        | 3    |
| Shigeo Nakata          | 1    | Ai Punti    | Bayu Baev             | 3    |
| Nazar Albaryan         | 1    | Ai Punti    | Gheorghe Stoiciu      | 3    |
| Vincenzo Grassi        | 0    | Schienata   | John Kinsella         | 4    |
| Sereeter Danzandarjaa  | 1    | Ai Punti    | Mohamed Salem Mongued | 3    |
| Mehmet Esenceli        | 2,5  | = Parità =  | Paul Neff             | 2,5  |
| Márton Erdős           | 1    | Ai Punti    | Florentino Martínez   | 3    |
| Wanelge Castillo       | 0    | Schienata   | Gustavo Ramírez       | 4    |
| Sudesh Kumar           | 0,5  | Superiorità | Boris Dimovski        | 3,5  |
| Richard Sanders        | 0    | Esentato    |                       |      |

### 2º Turno
Si è disputato il 18 ottobre
| Vincitore             | Pen. | Risultato   | Sconfitto              | Pen. |
| --------------------- | ---- | ----------- | ---------------------- | ---- |
| Richard Sanders       | 0    | Schienata   | José Defran            | 8    |
| Mohammad Ghorbani     | 0    | Schienata   | César Solari           | 8    |
| O Jeong-Ryong         | 2    | Ai Punti    | Petros Triantafyllidis | 3    |
| Shigeo Nakata         | 1,5  | Superiorità | André Gaudinot         | 6,5  |
| Bayu Baev             | 3    | Schienata   | Gheorghe Stoiciu       | 7    |
| Nazar Albaryan        | 1,5  | Superiorità | John Kinsella          | 7,5  |
| Vincenzo Grassi       | 0,5  | Superiorità | Mohamed Salem Mongued  | 6,5  |
| Sereeter Danzandarjaa | 1    | Schienata   | Mehmet Esenceli        | 6,5  |
| Paul Neff             | 2,5  | Schienata   | Florentino Martínez    | 7    |
| Márton Erdős          | 2    | Ai Punti    | Wanelge Castillo       | 3    |
| Sudesh Kumar          | 0,5  | Schienata   | Gustavo Ramírez        | 8    |
| Boris Dimovski        | 3,5  | Esentato    |                        |      |

### 3º Turno
Si è disputato il 19 ottobre
| Vincitore         | Pen. | Risultato  | Sconfitto              | Pen. |
| ----------------- | ---- | ---------- | ---------------------- | ---- |
| Richard Sanders   | 0    | Schienata  | Boris Dimovski         | 7,5  |
| Mohammad Ghorbani | 0    | Schienata  | Petros Triantafyllidis | 7    |
| Shigeo Nakata     | 2,5  | Ai Punti   | O Jeong-Ryong          | 5    |
| Nazar Albaryan    | 2,5  | Ai Punti   | Bayu Baev              | 6    |
| Vincenzo Grassi   | 0,5  | Squalifica | Sereeter Danzandarjaa  | 5    |
| Paul Neff         | 3,5  | Ai Punti   | Márton Erdős           | 5,5  |
| Wanelge Castillo  | 4    | Ai Punti   | Sudesh Kumar           | 3,5  |

### 4º Turno
Si è disputato il 19 ottobre
| Vincitore             | Pen. | Risultato   | Sconfitto         | Pen. |
| --------------------- | ---- | ----------- | ----------------- | ---- |
| Richard Sanders       | 0    | Schienata   | Mohammad Ghorbani | 4    |
| O Jeong-Ryong         | 6    | Ai Punti    | Nazar Albaryan    | 5,5  |
| Shigeo Nakata         | 3,5  | Ai Punti    | Vincenzo Grassi   | 3,5  |
| Sereeter Danzandarjaa | 5    | Schienata   | Márton Erdős      | 9    |
| Paul Neff             | 0,5  | Superiorità | Wanelge Castillo  | 7,5  |
| Sudesh Kumar          | 3,5  | Esentato    |                   |      |

### 5º Turno
Si è disputato il 20 ottobre
| Vincitore             | Pen. | Risultato | Sconfitto         | Pen. |
| --------------------- | ---- | --------- | ----------------- | ---- |
| Richard Sanders       | 0    | Schienata | Sudesh Kumar      | 7,5  |
| Shigeo Nakata         | 3,5  | Schienata | Mohammad Ghorbani | 8    |
| Nazar Albaryan        | 6,5  | Ai Punti  | Vincenzo Grassi   | 6,5  |
| Sereeter Danzandarjaa | 5    | Abbandono | Paul Neff         | 8    |

### Turno Finale
| Vincitore       | Pen. | Risultato | Sconfitto             | Pen. |
| --------------- | ---- | --------- | --------------------- | ---- |
| Shigeo Nakata   | 1    | Ai Punti  | Richard Sanders       | 3    |
| Richard Sanders | 4    | Ai Punti  | Sereeter Danzandarjaa | 3    |
| Shigeo Nakata   | 1    | Schienata | Sereeter Danzandarjaa | 7    |

## Classifica finale
| Pos.    | Atleta                 | Nazione          |
| ------- | ---------------------- | ---------------- |
| Oro     | Shigeo Nakata          | Giappone         |
| Argento | Richard Sanders        | Stati Uniti      |
| Bronzo  | Sereeter Danzandarjaa  | Mongolia         |
| 4       | Nazar Albaryan         | Unione Sovietica |
| 5       | Vincenzo Grassi        | Italia           |
| 6       | Sudesh Kumar           | India            |
| 7       | Paul Neff              | Germania Ovest   |
| 7       | Mohammad Ghorbani      | Iran             |
| 9       | O Jeong-Ryong          | Corea del Sud    |
| 10      | Wanelge Castillo       | Panama           |
| 11      | Márton Erdős           | Ungheria         |
| 12      | Bayu Baev              | Bulgaria         |
| 13      | Petros Triantafyllidis | Grecia           |
| 14      | Boris Dimovski         | Jugoslavia       |
| 15      | Mohamed Salem Mongued  | Rep. Araba Unita |
| 15      | André Gaudinot         | Francia          |
| 15      | Mehmet Esenceli        | Turchia          |
| 18      | Florentino Martínez    | Messico          |
| 18      | Gheorghe Stoiciu       | Romania          |
| 20      | John Kinsella          | Australia        |
| 21      | José Defran            | Rep. Dominicana  |
| 21      | César Solari           | Ecuador          |
| 21      | Gustavo Ramírez        | Guatemala        |